# つめたい別れ
「つめたい別れ」（つめたいわかれ）は、1985年12月21日に発売された中島みゆきの17作目のシングル。

## 解説
中島みゆき with スティービー・ワンダー名義で、中島みゆき唯一の12インチシングルからリリースされた。オリジナルのレーベルはAB面共に当該シングル曲用のレーベルが流用されたため、B面にもMiyuki with Stevie Wonderと書かれている。「コーラス・ガールやるの初めて」と当時のラジオ番組で宣っていたが、1980年に発売された山崎ハコのアルバム『歩いて』でコーラス・ワークに石黒ケイと共に中島の名前がクレジットされている。
「つめたい別れ」はスティービー・ワンダーがハーモニカの演奏を行っている作品で、オリジナルアルバムには収録されておらず、ベストアルバム『Singles』でアルバム初収録となった。また、カナダで発売されたベスト・アルバム『COLD FAREWELL』にも収録されている。
「ショウ・タイム」はアルバム『miss M.』からシングルカットされた作品である。

## 収録曲
1. つめたい別れ
  - 作詞・作曲：中島みゆき、編曲：倉田信雄
2. ショウ・タイム
  - 作詞・作曲：中島みゆき、編曲：後藤次利

## つめたい別れの演奏者
- Drums：渡嘉敷祐一
- E.Bass：岡沢章
- E.Guitar：土方隆行
- Piano・Keyboard：倉田信雄
- L.Percussion：木村誠
- Chorus：倉田信雄・杉本和世
- Strings：ジョーグループ
- Harmonica：STEVIE WONDER

## 収録アルバム
- miss M. (#2)
- Singles (#1,2)